# Ghuraba asz-Szam
Ghuraba asz-Szam (arab. ‏جبهة غرباء الشام‎) – ugrupowanie walczące podczas wojny domowej w Syrii na froncie północnym w muhafazie Aleppo.
Ugrupowanie powstało w 2011 i liczyło do 2000 bojowników, jednak wraz ze wzrostem znaczenia fundamentalistycznych ugrupowań w szeregach sił opozycyjnych, jednostki Ghuraba asz-Szam, uległy rozproszeniu i w maju 2013 liczyły jedynie 100 osób. Bojówka prezentowała sekularystyczne ideologie, przez co naraziła się ekstremistom z takich ugrupowań jak Dżabhat an-Nusra i Państwo Islamskie (ISIS). Doprowadziło to do walk między nimi w Aleppo. 27 listopada 2013 ISIS pojmało siedmiu bojowników Ghuraba asz-Szam, w tym lidera ugrupowania Hasana Dżazrę, których następnie publicznie rozstrzelano w Atarib.